# Carl Peter Ringberg
Carl Peter Ringberg, född 6 juli 1800 i Kalmar, död 29 januari 1831 i Stockholm, var en svensk grafiker och guldsmed.
Han var son till karduansmakaren Peter Ringberg och Grete Ljungqvist och från 1827 gift med Anna Maria Birgersson. Ringberg var verksam i Kalmar fram till 1829 och utförde en del silver och guldsmedsarbeten innan han flyttade till Stockholm. Som grafiker graverade han ett 30-tal utsikter av kyrkor från Öland som utgavs i form av kopparstick.